# Mohammad bin Salman
Mohammad bin Salman bin Abdulaziz Al Saud (em árabe: محمد بن سلمان بن عبد العزيز آل سعود; Jidá, 31 de agosto de 1985) é o príncipe herdeiro da Arábia Saudita, em setembro de 2022 se tornou o primeiro-ministro do Reino da Arábia Saudita e ex-ministro da defesa do país. Mohammad também é chefe da corte real da Casa de Saud, sendo considerado um ditador, segundo o Washington Post e o Middle East Eye e presidente do Conselho de Assuntos Econômicos e de Desenvolvimento.
Visto inicialmente como um reformista e modernizador, logo foi alvo de críticas por sua liderança autocrática, por perseguição de dissidentes da monarquia saudita e por seu amplo apoio e liderança na sangrenta intervenção militar saudita no Iêmen.

## Carreira
Mohammad foi descrito como o poder real atrás do trono de seu pai, o rei Salman, que sofre de doença de Alzheimer. Foi nomeado príncipe herdeiro em junho de 2017 após a decisão de seu pai de retirar Muhammad bin Nayef de todos os seus cargos, tornando-o herdeiro aparente para o trono da monarquia árabe.
Ele liderou algumas reformas bem-sucedidas, que incluem regulamentações restringindo os poderes da polícia religiosa,  e o fim  da proibição das  mulheres conduzirem. Outros desenvolvimentos culturais sob as suas ordens incluem os primeiros concertos sauditas públicos por uma cantora, o primeiro estádio desportivo saudita a admitir mulheres, e uma maior presença de mulheres no mercado de trabalho.  Seu programa "Visão 2030" visa diversificar a economia saudita através do investimento em sectores não petrolíferos, incluindo tecnologia e turismo.

## Controvérsias
Apesar destes avanços em direção à liberalização social e econômica da Arábia Saudita, comentadores e grupos de direitos humanos continuam a criticar veementemente a liderança de Mohammad bin Salman e as deficiências de seu programa de reforma, citando um crescente número de detenções de ativistas de direitos humanos, bombardeamento  do Iêmen em 2018, com milhões de civis a morrer à fome, a escalada da crise diplomática com o Catar,  o início da disputa Líbano-Arábia Saudita e o assassinato de Jamal Khashoggi. Organizações não-governamentais, como a Amnistia Internacional e a Human Rights Watch, apontam continuadas violações dos direitos humanos.
Em 2015, a Arábia Saudita se envolveu diretamente na guerra no Iêmen. Muitos analistas viram isso como uma movimentação de bin Salman na chamada "Guerra Fria do Oriente Médio". A intervenção militar saudita não solucionou o conflito iemenita, servindo apenas para agravar a crise humanitária na região. Muitos acusaram Mohammad bin Salman de crimes de guerra, com ele dando apoio as ações militares do seu país no Iêmen, que resultavam em centenas de mortes de civis.

### Caso Khashoggi
O príncipe Bin Salman também foi acusado de perseguir vozes dissidentes e contrárias a monarquia Saudita. Em outubro de 2018, o jornalista e opositor Jamal Khashoggi foi morto em Istambul, enquanto adentrava a embaixada saudita. Homens ligados ao príncipe foram acusados do assassinato, embora Salman tivesse negado participação. Em novembro, um relatório da CIA, divulgado na imprensa americana, acusou Mohammad bin Salman de ter ordenado a morte de Khashoggi, o que causou furor internacional e tensões diplomáticas. Em junho de 2019, um relatório da ONU sustentou existirem “indícios credíveis” de que Mohammed bin Salman e outros altos responsáveis do reino saudita estiveram envolvidos no assassinato daquela figura crítica do regime.

### Caso Princesa Jalila
Em março de 2020, o Tribunal de Família de Londres que julgava o divórcio entre o emir Mohammed de Dubai e a princesa Haya da Jordânia tornou público que o príncipe e o emir haviam contratado o casamento com a filha do emir, Jalila, então com apenas onze anos de idade. Também se tornou público que o contrato do casamento forçado era um dos principais motivos da princesa Haya ter fugido para o Reino Unido com os filhos e pedido o divórcio.